# Laura Codruța Kövesi
Laura Codruța Kövesi, née Laura Codruța Lascu le 15 mai 1973 à Sfântu Gheorghe (Transylvanie, Roumanie) est une juriste et procureure générale roumaine. Elle est procureure en chef du Parquet européen depuis le 31 octobre 2019.
Rattachée à la Haute Cour de cassation et de justice, puis procureure en chef de la Direction nationale anticorruption (DNA) de son pays de 2013 à 2018, elle critique les réformes du système judiciaire du gouvernement Dăncilă, qu'elle accuse de menacer l'indépendance de la Justice. Elle est destituée en juillet 2018 par le ministre de la Justice Tudorel Toader.
En septembre 2019, elle est désignée pour devenir la première procureure en chef du Parquet européen, un organisme européen destiné à la coopération dans la lutte contre la fraude fiscale qui voit le jour en septembre 2020. Elle est la première personne à occuper cette fonction.

## Biographie

### Famille et formation
Laura Kövesi est la fille du procureur Ioan Lascu, qui occupe de 1980 à 2010 les fonctions de chef du parquet au tribunal de Mediaș. Elle est sélectionnée dans l'équipe nationale de basket-ball féminine junior avec laquelle elle est vice-championne d'Europe en 1989,. À cause de sa taille (1,8 m), elle joue au poste de pivot. Elle joue dans les catégories jeunes du Club Sportiv Gaz Metan Mediaș et arrête sa carrière à l'âge de 22 ans pour se consacrer à ses études. 
De 1991 à 1995, elle étudie à la faculté de droit de l'université Babeș-Bolyai de Cluj-Napoca.
En 2002, elle épouse Eduárd Kövesi, dont elle conserve le nom de famille après leur divorce en 2007.

### Parcours professionnel

#### Procureure au tribunal de Sibiu
De 1995 à 2006, elle est procureure au tribunal de Sibiu, d'abord au parquet, puis au Bureau de lutte contre la corruption et le crime organisé, et enfin au sein de la direction d’investigation des infractions de criminalité organisée et de terrorisme.

#### Procureure générale de Roumanie
Le 26 août 2006, elle est nommée procureure générale rattachée à la Haute Cour de cassation et de justice par le président Traian Băsescu. Elle est alors, à 33 ans, la plus jeune procureure générale de Roumanie, et la première femme à être nommée à ces fonctions. C'est alors la première fois qu'un procureur général accomplit son mandat de trois ans jusqu'au bout, alors que ses prédécesseurs avaient été changés pour des raisons politiques.
Le 2 octobre 2009, elle est réinvestie dans ses fonctions pour un autre mandat de trois ans. 
Elle s'attache alors à moderniser et réorganiser le parquet. On lui reconnaît des qualités d'intégrité et de moralité qui peuvent se retourner contre certains de ses collègues, entre autres quand, en 2009, elle accuse publiquement l'ancien procureur militaire Dan Voinea de nombreuses irrégularités dans le traitement des dossiers concernant la révolution roumaine de 1989 et les minériades des années 1990.

#### Procureure en chef de la Direction nationale anti-corruption
En 2013, elle est nommée à la tête de la Direction nationale anticorruption. Dès lors, la DNA fait d'importants progrès dans sa lutte contre la corruption de haut niveau en Roumanie, poursuivant avec succès des maires (comme Sorin Oprescu, maire de Bucarest), des parlementaires, des ministres, et même l'ex Premier ministre Victor Ponta, alors en exercice. En 2014, plus de 9 000 dossiers de corruption ont été traités, un millier de personnes ont été traduites en justice y compris d'anciens juges et procureurs, 90 % d'entre eux étant condamnées. 300 millions d'euros ont été récupérés, ce qui ne représenterait toutefois que 10 % des sommes détournées.
Le 6 avril 2016, le président Klaus Iohannis a renouvelé le mandat de Laura Kövesi à la DNA pour trois ans. En trois ans, la DNA a en effet, sous sa direction, poursuivi 3 000 élus et fonctionnaires, dont deux ex-Premiers ministres du PSD (Parti-social-démocrate). Lors des grandes manifestations de février 2017 réclamant le départ de Liviu Dragnea, leader du PSD, Laura Kövesi a déclaré au Guardian, le 12 février : « Je crois vraiment que la DNA aide à créer une nouvelle Roumanie. »
Le 22 février 2018, le ministre de la Justice, Tudorel Toader lance une procédure de destitution à son encontre. Il lui reproche d'avoir « enfreint la constitution » et d'avoir nui à l'image de la Roumanie. Le président Klaus Iohannis, à qui il revient de mettre fin à ses fonctions s'il le souhaite, affirme qu'il s'est déclaré « à plusieurs reprises content de l’activité du DNA et de sa direction, un point de vue qu'il maintient ». Le 25 février, une manifestation est organisée pour la soutenir. Kövesi reçoit aussi le soutien du Conseil supérieur de la magistrature.
Le 30 mai 2018, la Cour constitutionnelle ordonne au président de la destituer, estimant que le président ne possède pas de « pouvoir discrétionnaire ». L'opposition estime que la décision, prise par six juges sur neuf, « porte gravement atteinte à la crédibilité » de la Cour constitutionnelle. Elle est finalement révoquée le 9 juillet 2018. Le 9 septembre 2018, le ministre de la Justice nomme Adina Florea, procureure à la cour d'appel de Constanța et réputée proche des sociaux-démocrates, pour lui succéder.
Le 5 mai 2020, la Cour européenne des droits de l'homme juge, à l’unanimité, que cette révocation a violé l’article 6§1 (droit à un procès équitable) et l’article 10 (liberté d’expression) de la Convention européenne des droits de l'homme.

#### Procureure au ministère public
Le 11 juillet, peu après sa révocation de la direction de la DNA, Codruța Kövesi est nommée procureure au sein du ministère public et chargée de la mise en place de la stratégie anti-corruption pour 2016-2020,.

#### Procureure générale européenne
En janvier 2019, sa candidature est pressentie pour diriger le futur Parquet européen, nouvelle agence de l'Union européenne. 
Le 14 février, 3 candidats sont sélectionnés par un jury international : Kövesi, le Français Jean-François Bohnert et l'Allemand Andres Ritter. Kövesi est alors vue comme la favorite. Le 20 février, le Comité des représentants permanents II choisit Bohnert en premier avec 50 points et Kövesi et Ritter ex-æquo en seconde position avec 29 points. Le 27 février, Kövesi arrive en tête du vote de la Commission des libertés civiles, de la justice et des affaires intérieures (LIBE) du Parlement européen avec 26 voix, devant Bohnert qui obtient 22 voix et Ritter qui en obtient une. Kövesi a obtenu au Parlement européen le soutien des groupes du Parti populaire européen, Socialistes et Démocrates et Alliance des libéraux et des démocrates pour l'Europe (ALDE). Elle obtient aussi le soutien marqué de Frans Timmermans, vice-président de la Commission européenne. La Roumanie, qui préside le Conseil de l'Union européenne depuis janvier, fait campagne contre Kövesi et lors de son audition devant la commission LIBE, plusieurs parlementaires roumains de la coalition gouvernementale accusent Kövesi de mensonge et d'abus de pouvoir. Le 28 février, elle fait l'objet d'une procédure judiciaire en Roumanie pour « abus de pouvoir, corruption et faux témoignage ». La première audience est prévue le 7 mars. Ces attaques du gouvernement roumain contre la candidature de Kövesi sont critiquées par de nombreux parlementaires européens dont Guy Verhofstadt, Sophie in 't Veld et Antonio Tajani. En raison des résultats divergents du Coreper II et de la commission LIBE, une négociation aura lieu entre les parties prenantes à partir de juillet, c'est-à-dire quand la Roumanie ne présidera plus le Conseil, mais la Finlande,,,,.
Fin mars, la justice roumaine inculpe Codruța Kövesi pour corruption. Elle est placée sous contrôle judiciaire et interdite de quitter le pays. Cette inculpation est perçue comme la continuation de la campagne du gouvernement roumain contre la candidature de Codruța Kövesi. Sous pression de l'Union européenne qui souhaite que Codruța Kövesi puisse défendre sa candidature, la Haute cour de Cassation et de Justice roumaine allège son contrôle judiciaire et lui permet de voyager à l'étranger,.
Le 24 septembre 2019, elle est désignée pour être procureure en chef du Parquet européen, qui devrait être mis en place fin 2020. Elle prend ses fonctions le 31 octobre 2019, pour un mandat de sept ans. Le parquet commence ses activités en septembre 2020.

## Affaires judiciaires
Le 28 mars 2019, elle est inculpée pour corruption.

## Critiques
Laura Kövesi fait régulièrement l'objet d'attaques par des personnalités politiques. En septembre 2015, peu de temps après sa mise en accusation pour blanchiment d'argent, usage de faux et évasion fiscale par la DNA, Victor Ponta, alors Premier ministre du pays, a notamment affirmé sur sa page Facebook que le seul problème du pays est « l'obsession d'un procureur pas du tout professionnel qui essaie de se faire un nom en inventant et imaginant des faits et de fausses situations qui datent d'il y a dix ans ».